# Neoscona chrysanthusi
Espèce
Neoscona chrysanthusi est une espèce d'araignées aranéomorphes de la famille des Araneidae.

## Distribution
Cette espèce se rencontre au Bhoutan, en Inde au Sikkim et au Pakistan à Gujranwala,.

## Description
La femelle holotype mesure 11,60 mm.

## Étymologie
Cette espèce est nommée en l'honneur de Pater Chrysanthus.

## Publication originale
- Tikader & Bal, 1981 : Studies on some orb-weaving spiders of the genera Neoscona Simon and Araneus Clerck of the family Araneidae (=Argiopidae) from India. Records of the Zoological Survey of India, occasional paper, no 24, p. 1-60.